# Diego Hernández (Yauco)
Diego Hernández es un barrio ubicado en el municipio de Yauco en el Estado Libre Asociado de Puerto Rico. En el Censo de 2010 tenía una población de 1247 habitantes y una densidad poblacional de 201,62 personas por km².

## Geografía
Diego Hernández se encuentra ubicado en las coordenadas 18°3′27″N 66°50′49″O / 18.05750, -66.84694. Según la Oficina del Censo de los Estados Unidos, Diego Hernández tiene una superficie total de 6.18 km², que corresponden a tierra firme.

## Demografía
Según el censo de 2010, había 1247 personas residiendo en Diego Hernández. La densidad de población era de 201,62 hab./km². De los 1247 habitantes, Diego Hernández estaba compuesto por el 79.15% blancos, el 4.81% eran afroamericanos, el 12.51% eran de otras razas y el 3.53% pertenecían a dos o más razas. Del total de la población el 99.68% eran hispanos o latinos de cualquier raza.